# Tabanus subhybridus
Tabanus subhybridus är en tvåvingeart som beskrevs av Philip 1960. Tabanus subhybridus ingår i släktet Tabanus och familjen bromsar. Inga underarter finns listade i Catalogue of Life.